# Masanao Sasaki
Masanao Sasaki (jap. 佐々木 雅尚, Sasaki Masanao; * 19. Juni 1962 in der Präfektur Chiba) ist ein ehemaliger japanischer Fußballspieler.

## Nationalmannschaft
1988 debütierte Sasaki für die japanische Fußballnationalmannschaft. Sasaki bestritt 20 Länderspiele. Mit der japanischen Nationalmannschaft qualifizierte er sich für die Asienspiele 1990.